# Johnson City (Texas)
Johnson City é uma cidade localizada no estado norte-americano de Texas, no Condado de Blanco.

## Demografia
Segundo o censo norte-americano de 2000, a sua população era de 1191 habitantes.
Em 2006, foi estimada uma população de 1537, um aumento de 346 (29.1%).

## Geografia
De acordo com o United States Census Bureau tem uma área de
3,5 km², dos quais 3,5 km² cobertos por terra e 0,0 km² cobertos por água. Johnson City localiza-se a aproximadamente 389 m acima do nível do mar.

## Localidades na vizinhança
O diagrama seguinte representa as localidades num raio de 32 km ao redor de Johnson City.